# Jean Philippe Garran de Coulon
Jean Philippe Garran de Coulon (Saint-Maixent, 19 aprile 1748 – Parigi, 19 dicembre 1816) è stato un politico, avvocato e nobile francese.

## Biografia
Figlio di Jean Garran e di Françoise Chameau, Jean Philippe nacque nel 1748 e studiò successivamente legge a Parigi dove svolse la professione di avvocato. Nel 1780 nella capitale francese sposò 1780 Anne Jeanne Barrengue, figlia di Jean Marie Barrengue, membro della cancelleria del parlamento di Parigi, e di sua moglie Etiennette Dabit. Il notaio parigino e futuro deputato alla Convenzione Jean Henri Bancal des Issarts fu uno dei suoi testimoni.
Lo stesso Garran de Coulon venne eletto deputato sostituto del Terzo Stato di Parigi negli Stati Generali. Membro della prima e poi della seconda Comune di Parigi, diresse il comitato di ricerca, cioè la polizia, e presentò l'insurrezione del 14 luglio 1789 come una cospirazione giudiziaria. Fu ancora lui a denunciare Thomas de Mahy de Favras nel dicembre del 1789.
Eletto nel 1791 alla corte di cassazione di Deux-Sèvres, vi rimase per poco tempo, venendo quindi eletto deputato all'Assemblea Legislativa di Parigi. Durante questo periodo tenne una serie di dibattiti sul valore dell'uguaglianza, in particolare verso le persone di colore, contestò il diritto del presidente di imporre il silenzio al pubblico nelle tribune, chiese l'elezione popolare dei giudici, chiese l'amnistia per gli svizzeri di Châteauvieux, condannati alle galee. Pubblico ministero presso l'Alta Corte di Orléans, lasciò a Claude Fournier-L'Héritier il compito di spostare i prigionieri che dovevano essere trasferiti a Semur e riportarli a Parigi per consegnarli poi ai massacri di Versailles (9 settembre 1792).
Eletto deputato alla Convenzione per il dipartimento del Loiret, si dimostrò di posizioni molto più moderate, non votando ad esempio per la morte del re, chiedendo la maggioranza dei due terzi nei voti, ma venne dimenticato nel Comitato di Salute Pubblica durante il periodo del Terrore. Durante la Convenzione termidoriana, accusò Philippe Rühl ma difese Jean-Baptiste Drouet e non nascose la sua gioia per il fallimento delle rivolte parigine. Si interessò anche alla questione della colonia di Santo Domingo ed occupò un ruolo di rilievo nel movimento abolizionista francese della Rivoluzione. Su Santo Domingo redasse un voluminoso rapporto in quattro volumi nei quali venne posta per la prima volta alla convenzione la questione degli schiavi nelle colonie. Anche durante il periodo del Direttorio si schierò a favore della Società degli amici dei neri e delle colonie.
Membro del Consiglio dei Cinquecento come rappresentante della Loira Inferiore, difese Napoleone Bonaparte che era stato accusato dal generale Dumolard di aver impropriamente occupato Genova e Venezia; aderì successivamente al colpo di stato del 18 brumaio dell'anno VIII (9 novembre 1799) ed entrò nel senato napoleonico. L'imperatore dei francesi lo nominò conte e gli concesse la croce di grand'ufficiale dell'Ordine della Legion d'onore.

## Araldica
| Stemma | Descrizione                                                        | Blasonatura |
| \| \|  | Jean Philippe Garran de Coulon Conte senatore dell'impero francese | Di nero alla corona d'alloro d'oro con una F d'argento a centro, affiancata da un ferro da lancia in argento in punta a sinistra; a sinistra del capo al cane d'oro drizzato in palo. Quarto da conte senatore dell'impero. Ornamenti esteriori da conte senatore dell'impero francese, grand'ufficiale dell'Ordine della Legion d'onore. |
|        |                                                                    | |